# Sanguirana
Sanguirana – rodzaj płazów bezogonowych z rodziny żabowatych (Ranidae).

## Zasięg występowania
Rodzaj obejmuje gatunki występujące na Filipinach, Molukach, Celebes i Seram.

## Systematyka
Rodzaj (w randze podrodzaju w obrębie Rana) zdefiniował w 1992 roku francuski herpetolog Alain Dubois w artykule poświęconym klasyfikacji rodziny żabowatych opublikowanym w czasopiśmie Bulletin Mensuel de la Société Linnéenne de Lyon. Gatunkiem typowym jest (oryginalne oznaczenie) S. sanguinea.

### Etymologia
Sanguirana: zbitka wyrazowa epitetu gatunkowego Rana sanguinea Boettger, 1893 oraz rodzaju Rana Linnaeus, 1758.

### Podział systematyczny
Do rodzaju należą następujące gatunki:
- Sanguirana acai Brown, Prue, Chan, Gaulke, Sanguila & Siler, 2017
- Sanguirana aurantipunctata Fuiten, Welton, Diesmos, Barley, Oberheide, Duya, Rico & Brown, 2011
- Sanguirana everetti (Boulenger, 1882)
- Sanguirana igorota (Taylor, 1922)
- Sanguirana luzonensis (Boulenger, 1896)
- Sanguirana mearnsi (Stejneger, 1905)
- Sanguirana sanguinea (Boettger, 1893)
- Sanguirana tipanan (Brown, McGuire & Diesmos, 2000)